# Conséquences économiques du déclin démographique
Pour un article plus général, voir Décroissance démographique.
Les conséquences économiques du déclin démographique sont multiples. Un déclin démographique peut être dû à une diminution du nombre d'enfants et à un vieillissement de la population ou bien à une émigration plus importante que l'accroissement naturel d'un pays ou les deux cumulées.
La croissance démographique a une influence importante sur la taille du marché du travail et les capacités budgétaires et économiques d'un pays. Selon certains auteurs, une baisse de la population s’accompagne inévitablement de conséquences économiques désastreuses, avec à la clé un appauvrissement général, tandis que selon d'autres analystes, avec l’avènement de la quatrième révolution industrielle, une réduction de la population active n’est pas forcément une catastrophe.
En 2020, les pays ayant un solde démographique naturel négatif sont souvent parmi les plus prospères de la planète (Allemagne, Japon, Italie, Espagne) et ceux qui ont les plus fortes croissances démographiques figurent tous parmi les plus pauvres. Si une faible fécondité remet effectivement en cause les programmes gouvernementaux et qu'une très faible fécondité sape le niveau de vie, une fécondité modérément faible et un déclin de population limité favorisent des niveaux de vie plus élevés.
Au Japon, le vieillissement et la diminution du nombre de personnes entraîne une diminution du produit intérieur brut (PIB) mais pas du PIB par habitant. La baisse des investissements et l'augmentation du déficit budgétaire devraient s’aggraver, entraînant une déstabilisation du système de santé et de retraites.

## Conséquences économiques
Selon une étude parue en 2017 dans le Cambridge Journal of Regions, Economy and Society, les régions confrontées à des tendances démographiques défavorables sembleraient être de plus en plus vulnérables à long terme aux contraintes budgétaires croissantes. La diminution de la population entraîne une baisse des dépenses de consommation privées. La diminution des recettes fiscales et du nombre d'habitants conduit à la fermeture d'écoles, à la réduction des transports publics et, avec l'exode vers les villes, à la désertification des zones rurales.
Selon l'économiste Charles I. Jones (en), qui parle de « planète vide » pour qualifier la tendance démographique mondiale, la diminution de la population mondiale plutôt que sa stabilisation va avoir de profondes implications et au lieu d'une croissance exponentielle continue, le niveau de vie devrait stagner à mesure que la population disparaît.
Le démographe autrichien Wolfgang Lutz, qui réagissait au niveau historiquement bas de naissances en Chine en 2020, tempère ce qu'il appelle un « scénario catastrophe » : « Il ne s'agit pas tant de savoir combien de personnes se trouvent dans tel ou tel groupe d'âge, mais de savoir si elles ont un emploi et dans quelle mesure elles sont productives ». Selon Jean-Marc Siroën, professeur émérite d'économie à l'Université PSL-Dauphine, le  vieillissement de la population en Chine va malgré tout forcer le pays a changer de modèle économique en passant d'un pays de délocalisation avec une main d’œuvre abondante et bon marché à une industrie à plus forte valeur ajoutée. Ce vieillissement de la population fait douter Siroën du succès des grands projets lancés par Xi Jinping notamment la route de la soie.
La crise du Covid-19 a accentué le ralentissement de la croissance démographique aux États-Unis. Cette croissance démographique américaine est un moteur de l'économie américaine qui pourrait s'arrêter net.

### Vieillissement de la population

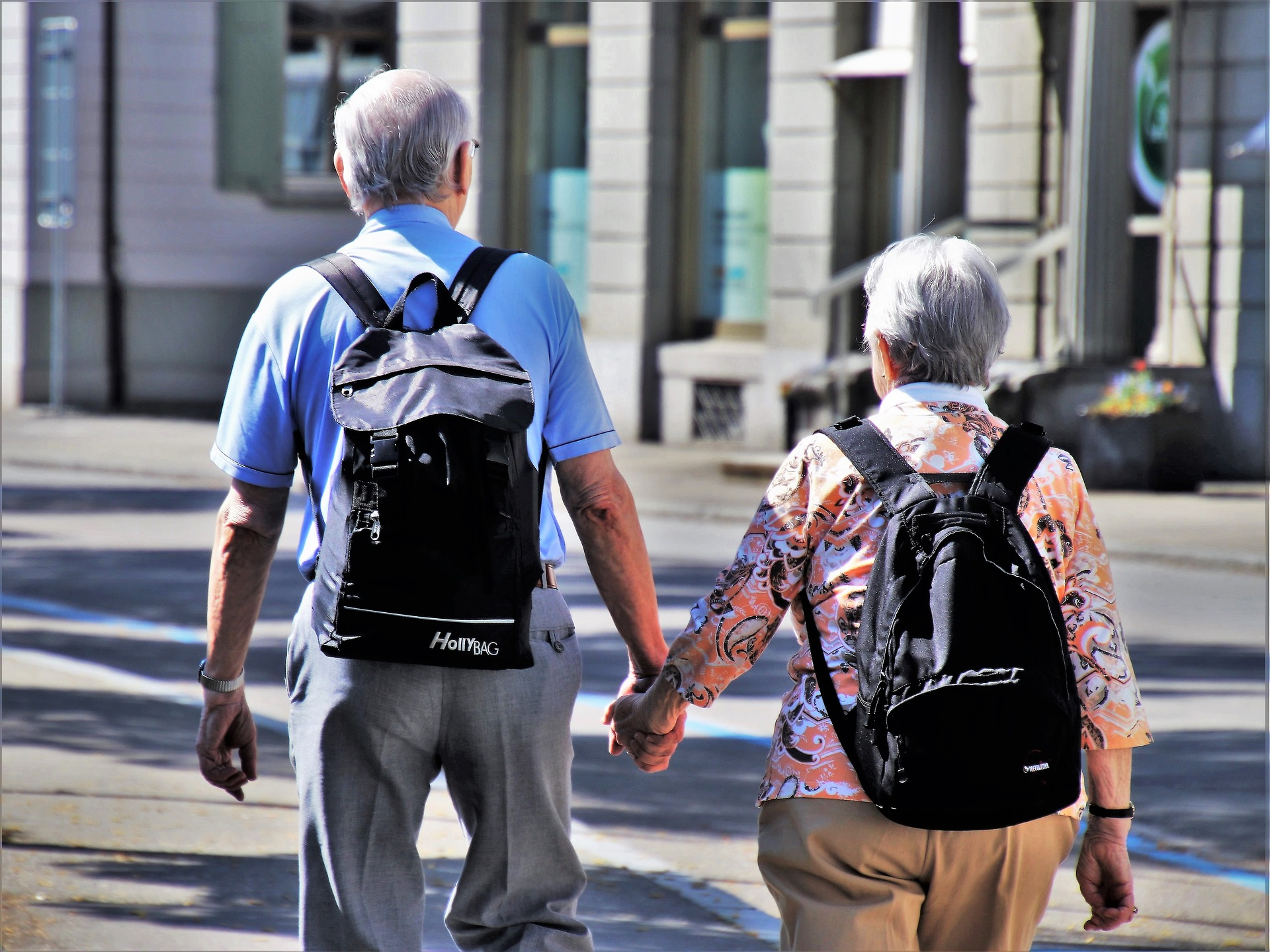
Le déclin de la population est souvent synonyme de vieillissement de la population ce qui entraîne un déséquilibre économique.

Le vieillissement de la population impose des coûts liés à la dépendance des personnes âgées qui sont particulièrement lourds pour le secteur public.
Dans les pays qui financent les retraites par répartition, par exemple en France, le financement des retraites dépend directement de l'équilibre entre le nombre de personnes actives et les retraités. Ce n'est pas le cas des pays qui financent les retraites par capitalisation comme aux États-Unis.
En France, la prise en charge des personnes âgées en perte d'autonomie coûte 30 milliards d'euros par an, et ce chiffre devrait doubler d'ici 2060.
En contrepartie, ce vieillissement constitue une opportunité de développement de la silver économie : selon le ministère de l'économie et des finances français, « l'économie à destination des seniors pourrait générer un chiffre d'affaires de plus de 130 milliards d'euros dans trois ans ».

### Immobilier
En Allemagne de l'est, où les projections en 2007 prévoyaient une baisse de moitié de la population d'ici 2050, le déclin démographique se traduit par l'abandon de l'habitat et l’absence d'investissement ce qui contribue à l'effondrement de la valeur du foncier et de l'immobilier. Les villes et communes perdent en fonctionnalité, en rentabilité économique et en attractivité.
Au Japon, où la population devrait passer de 128 millions d’habitants en 2007 à 50 millions en 2100, on assiste en 2019 à une désertification des campagnes et une augmentation du nombre de logements vacants dans les régions qui diminue la valeur du collatéral des prêts immobiliers.
En Roumanie en 2009, malgré le déclin démographique, l'augmentation des risques et la détérioration des conditions économiques ont entraîné une augmentation des prix de l'immobilier et des taux d'intérêt (9%) sur les prêts hypothécaires très importants empêchent la classe moyenne d'accéder à la propriété.

### PIB par habitant
Le déclin de la population a de nombreux effets potentiels sur l'économie individuelle et nationale. Une mesure possible de la santé économique d'un pays est l’évolution du PIB par habitant,. Le PIB par habitant est une approximation du niveau de vie moyen, de la prospérité individuelle . Par conséquent, l'impact économique positif ou négatif du déclin démographique sur les citoyens d'un pays peut s’apprécier avec l’évolution du taux de croissance du PIB par habitant, ou encore de la croissance du PIB par rapport au taux de déclin démographique.
Selon Adair Turner, « le déclin démographique est une providence » car « si la croissance économique, en termes absolus, est vouée à chuter lorsque la population se stabilise puis diminue, c’est en revanche le revenu par habitant qui détermine la prospérité et crée des perspectives économiques ». Or « la contraction de la main-d’œuvre renforcera l’incitation à l’automatisation des entreprises tout en poussant à la hausse les salaires réels ». C'est seulement dans les pays où le déclin démographique sera plus brutal que graduel, comme cela est prévu en Corée, qu'aucune forme d'automatisation ne pourra le compenser.
Parmi les pays ayant un taux de natalité inférieur au taux de mortalité, on remarque des pays prospères tels que l'Allemagne, le Japon, l'Italie, l'Espagne, la Finlande, ainsi que la quasi-totalité des pays d'Europe de l'Est. À l'inverse, les pays dont le taux de fertilité est le plus élevé figurent tous parmi les plus pauvres de la planète : Niger, Tchad, Congo, Somalie, Angola, Mali, Burkina Faso, Nigeria, Burundi, Gambie.
La période 2009-2017 au Japon montre qu'une nation peut faire croître son économie et le niveau de vie de ses citoyens même si sa population est en déclin. Pour ce faire, elle doit faire croître son PIB par habitant, sa productivité économique globale, plus rapidement que le déclin de sa population. L'analyse des données relatives à quarante pays montre que si une faible fécondité remet effectivement en cause les programmes gouvernementaux et qu'une très faible fécondité sape le niveau de vie, une fécondité modérément faible et un déclin de population limité favorisent des niveaux de vie plus élevés.
Une étude sur les conséquences macroéconomiques du vieillissement de la population, publiée en 2016 par le National Center for Biotechnology Information américain, conclut que le taux de fécondité qui permettrait de maximiser le niveau de vie serait situé entre 1,5 et 1,8 naissance par femme.

### Effets sur l'environnement
Dès 1999, l'écologue David Pimentel publiait une étude mettant en évidence l'épuisement des ressources naturelles causé par l'explosion démographique humaine, concluant : « il est clair que le nombre des hommes ne peut pas continuer à augmenter »,.
Dans le manifeste signé par 15 364 scientifiques de 184 pays, publié par Le Monde le 13 novembre 2017 et dans la revue BioScience, pour mettre en garde l'humanité contre les risques environnementaux liés à son comportement, la surpopulation est citée comme l'un des principaux dangers : « les scientifiques signataires de la précédente déclaration de 1992 plaidaient pour une stabilisation de la population humaine, et expliquaient que le vaste nombre d'êtres humains – grossi de 2 milliards de personnes supplémentaires depuis 1992, soit une augmentation de 35 % – exerce sur la Terre des pressions susceptibles de réduire à néant les efforts déployés par ailleurs pour lui assurer un avenir durable » ; « nous mettons en péril notre avenir en refusant (...) de prendre conscience que la croissance démographique rapide et continue est l'un des principaux facteurs des menaces environnementales et même sociétales ». Le manifeste liste des « mesures efficaces et diversifiées que l’humanité pourrait prendre pour opérer sa transition vers la durabilité », dont : « réduire encore le taux de fécondité en faisant en sorte qu’hommes et femmes aient accès à l’éducation et à des services de planning familial, particulièrement dans les régions où ces services manquent encore ».
Le ministère de l'économie et des finances français publie en 2020 une compilation des études disponibles sur les dommages économiques liés au réchauffement climatique.

### Autres conséquences possibles
Une étude de 2014 a révélé d'importantes pressions déflationnistes dues au vieillissement de la population japonaise.
La diminution de la population fait également baisser le taux d'innovation, car le changement a tendance à venir des jeunes travailleurs et entrepreneurs.
Les pays développés à forte population tendent à avoir une plus grande puissance militaire que les petits pays à faible population. En plus de faire baisser la population en âge de travailler, le déclin démographique fera également baisser la population en âge d'être militaire, et donc la puissance militaire.

## Solutions

### Relance de la natalité
Relancer la natalité en aidant les femmes à avoir plus d'enfants, par exemple : en adaptant les politiques publiques au besoin de stabilité des femmes qui décident d’avoir un enfant, en aidant les étudiants à fonder une famille, en soutenant les familles avec des congés parentaux, en aidant les mères célibataires etc,. Les façons de relancer la natalité divisent cependant associations familiales, démographes et sociologues.

### Augmentation de la productivité
L'augmentation de la productivité par le recours à l'automatisation (robotique, intelligence artificielle) par exemple peut permettre de limiter en partie certains des effets économiques négatifs d'un déclin de la population,.

### Recours à l'immigration
Le recours à l'immigration est parfois avancé comme un moyen de compenser le déclin démographique, notamment dans le cadre du financement des systèmes de retraite,. Eurostat calculait en 2015 que selon les tendances démographiques, la population de l'Union européenne diminuerait de 108 millions d'habitants d'ici 2080 en Europe, si bien qu'il faudrait une immigration de 121 millions de personnes pour augmenter la population européenne de 13 millions de personnes.

### Extension de la durée du travail
Le recul de l'âge de départ à la retraite.

### Augmentation du taux d'activité
Une plus grande participation des femmes à l'économie. S'il est admis généralement que l’augmentation du taux d’emploi des femmes et la baisse de la fécondité ont plus ou moins coïncidé, le lien de cause à effet n'est pas établi.